# Crypthelia gigantea
Crypthelia gigantea är en nässeldjursart som beskrevs av Fisher 1938. Crypthelia gigantea ingår i släktet Crypthelia och familjen Stylasteridae. Inga underarter finns listade i Catalogue of Life.